# Maria Rohm
Maria Rohm (née Helga Grohmann le 25 février 1943 à Vienne et morte le 18 juin 2018 à Toronto) est une actrice et une productrice de cinéma autrichienne.

## Biographie
Elle a commencé dès cinq ans à apparaître sur la scène du Burgtheater de Vienne, y étant même engagée dès ses huit ans pour des rôles d'enfants, avant de s'y produire comme adulte.
Elle est enrôlée par le producteur Harry Alan Towers dans les thrillers Le Secret de la liste rouge et Cinquante millions pour Johns comme danseuse ou femme gangster. Elle fait une courte apparition déjà en 1963 dans Teufel im Fleisch où elle incarne une prostituée. On la voit ensuite dans de nombreuses productions internationales, en particulier sous la direction de Jess Franco. Dans ces films où l'action est souvent pimentée d'érotisme et de violence, elle joue souvent le rôle de la victime des personnages tels Dracula ou le Docteur Fu Manchu, la plupart du temps eux-mêmes incarnés par Christopher Lee.
Depuis la fin des années 1960, elle s'est montrée davantage dans des adaptations d'œuvres littéraires : en Juliette, l'intrigante sœur de la Justine du Marquis de Sade ; en mère de Jim Hawkins dans L'Île au trésor de Robert Louis Stevenson ; comme l'arrogante et naïve Mercedes dans la version cinématographique de L'Appel de la forêt de Jack London.
Au milieu des années 1970, elle prend sa retraite d'actrice et travaille désormais derrière la caméra, d'abord dans des petits emplois et dans les années 1980 en tant que directrice de production pour Harry Alan Towers, avec qui elle a été mariée du 28 février 1964 jusqu'à sa mort. Elle est ensuite productrice ou co-productrice, jusqu'à son décès en 2018.

## Filmographie

### Actrice
- 1963 : Teufel im Fleisch : une prostituée
- 1964 : City of Fear : femme de ménage
- 1965 : Le Secret de la liste rouge : une femme
- 1965 : Cinquante millions pour Johns : Claudine
- 1965 : Opération Marrakech : une femme
- 1966 : The Million Eyes of Sumuru : Helga Martin
- 1966 : Five Golden Dragons : Ingrid
- 1966 : La Vengeance de Fu Manchu : Ingrid Swenson
- 1967 : La Maison des mille poupées (La casa de las mil muñecas) de Jeremy Summers : Diane
- 1967 : Eve de Jeremy Summers : Anna
- 1968 : Le Sang de Fu Manchu (The Blood of Fu Manchu) de Jesús Franco : Ursula Wagner
- 1969 : Sumuru, la cité sans hommes (The Girl from Rio) de Jesús Franco : Lesley
- 1969 : Les Brûlantes (99 mujeres) de Jesús Franco : Marie
- 1969 : Justine ou les Infortunes de la vertu (Marquis de Sade's Justine) de Jesús Franco : Juliette
- 1969 : Venus in Furs de Jesús Franco : Wanda Reed
- 1969 : Les Inassouvies de Jesús Franco : Mme Saint-Ange
- 1970 : Le Trône de feu (The Bloody Judge) de Jesús Franco : Mary Gray
- 1970 : Le Dépravé : Alice Campbell
- 1970 : Les Nuits de Dracula (Nachts, wenn Dracula erwacht) de Jesús Franco : Mina Harker
- 1970 : Sex Charade (sous un autre pseudo, Maria Khon)
- 1971 : Prince noir  : Lady Anne Piggot
- 1972 : L'Île au trésor : Mme Hawkins
- 1972 : L'Appel de la forêt : Mercedes
- 1974 : Dix Petits Nègres : Elsa Martino
- 1975 : El asesino no está solo : Teresa
- 1976 : La fine dell’innocenza : Susan

### Productrice
- 1985 : La Flèche noire (Black Arrow) (téléfilm)
- 1989 : Dr. Jekyll et Mr. Hyde (Edge of Sanity)
- 2000 : Espion en danger ou Opération Kazakhstan (Queen’s Messenger)
- 2001 : Orient-Express (Death, Deceit & Destiny Aboard the Orient Express)
- 2001 : Chris Quatermain et le trésor perdu (High Adventure)
- 2002 : Pacte avec le diable (Pact With the Devil)
- 2002 : She Who Must Be Obeyed (She)
- 2002 : The Sea Wolf (sous le nom d'Helga)
- 2003 : Sumuru